# Falcon Heavy
Il Falcon Heavy (FH) è un lanciatore super-pesante parzialmente riutilizzabile progettato e costruito dalla Space Exploration Technologies (SpaceX). Il razzo è costituito da un nucleo centrale al quale sono attaccati due booster Falcon 9 e un secondo stadio posto sopra il razzo centrale. Al 2023, il Falcon Heavy ha la seconda più alta capacità di carico utile di qualsiasi veicolo di lancio operativo dietro lo Space Launch System (SLS) della NASA, e la quarta capacità più alta in assoluto dietro al SLS, a Energia e al Saturn V. SpaceX ha condotto il lancio inaugurale del Falcon Heavy il 6 febbraio 2018, alle 20:45 UTC; come carico utile fittizio, il razzo trasportava una Tesla Roadster appartenente al fondatore di SpaceX Elon Musk, con un manichino soprannominato "Starman" al posto di guida.
Sebbene il Falcon Heavy sia stato progettato per essere in grado di trasportare esseri umani nello spazio oltre l'orbita terrestre bassa, SpaceX ha annunciato che non intende perseguire il processo di certificazione human-rating per trasportare astronauti della NASA, poiché in futuro si prevede che sia il Falcon Heavy che il Falcon 9 verranno eventualmente sostituiti dal sistema di lancio Starship, al 2023 in fase di sviluppo.

## Storia
Ad una conferenza stampa al National Press Club (Washington D.C.), Elon Musk affermò che il Falcon Heavy avrebbe potuto portare in orbita un carico minore solo al Saturn V, ritirato dopo la fine del programma Apollo.
SpaceX aveva originariamente annunciato che il Falcon Heavy avrebbe compiuto la prima missione dimostrativa dalla base di Vandenberg, California, nel 2013. Il lancio da Cape Canaveral era invece programmato per il 2013 o il 2014. A metà del 2015 la compagnia aveva fissato il debutto per la fine del 2016, per poter usare il rinnovato complesso di lancio 39A del John F. Kennedy Space Center, Florida. Ma in seguito a ritardi vari il lancio è stato ulteriormente posticipato.
Mentre le specifiche iniziali dell'aprile 2011 prevedevano un carico utile verso la LEO di 53000 kg e verso la GTO fino a 12000 kg, le ultime dichiarazioni del 2011 avevano aumentato il carico utile verso l'orbita terrestre e portato il carico verso l'orbita di trasferimento geostazionaria a 19000 kg, 16000 kg per un'orbita di trasferimento lunare e 14000 kg per un'orbita di fuga con destinazione Marte.
Verso la fine del 2013 SpaceX aumentò la previsione per la GTO a 21200 kg, facendo ricadere il lanciatore nella categoria usata dalla NASA "Super Heavy-lift".
Nel 2015 la SpaceX annunciò una serie di revisioni al progetto del Falcon Heavy in parallelo alla nuova versione del Falcon 9, la v1.1.

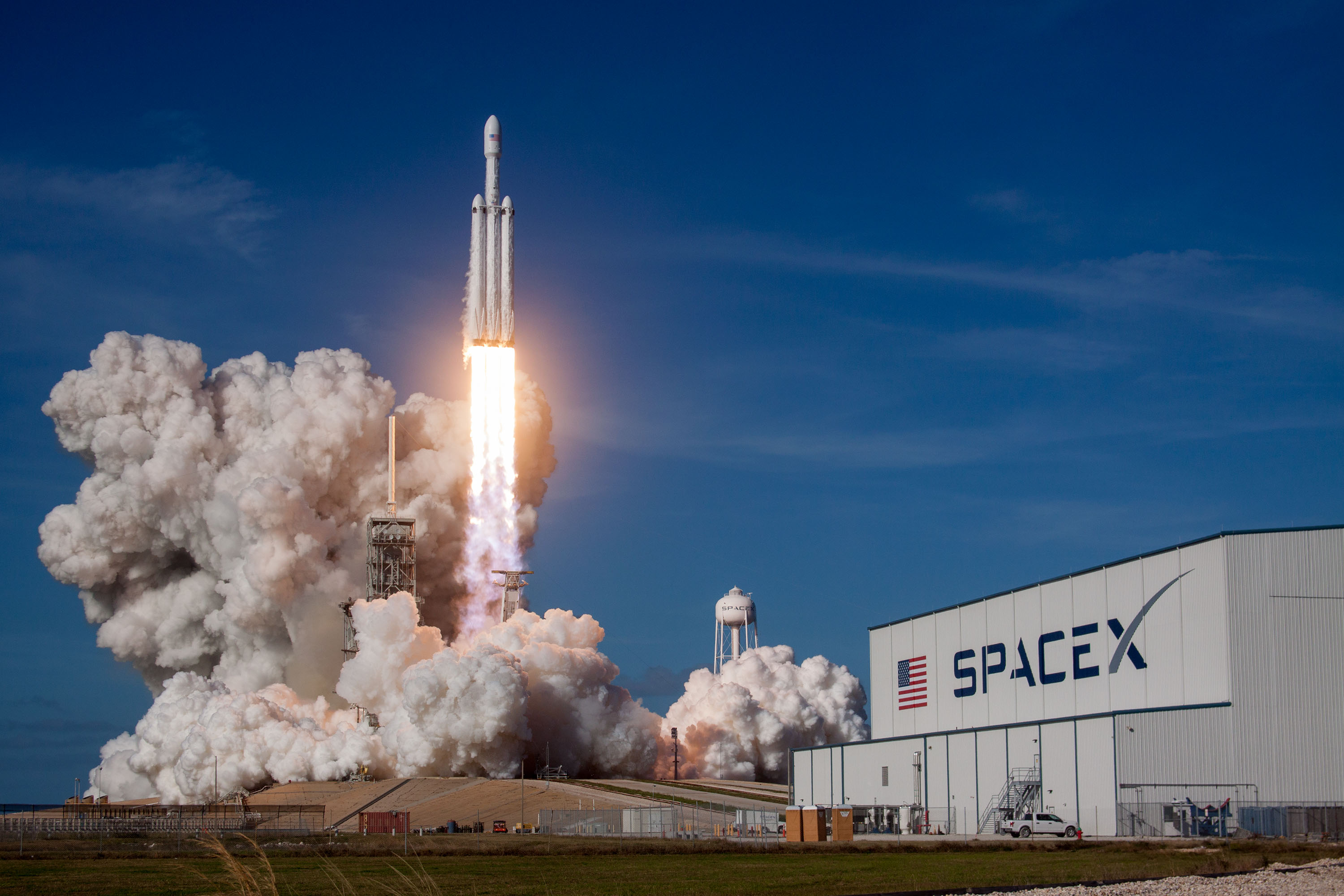
Il Falcon Heavy nel suo lancio inaugurale.

Il nuovo design del Falcon Heavy prevedeva che esso utilizzasse due booster laterali derivati dal primo stadio del Falcon 9 Full Thrust, mentre lo stadio centrale avrebbe mantenuto le dimensioni del primo stadio del Falcon 9 v1.1. Ulteriori cambiamenti ai booster laterali includono una nuova miscela di propellenti, cambiamenti nella struttura di sostegno dei motori, motori più performanti e cambiamenti nella struttura dei serbatoi di carburante.
Nell'aprile 2015 SpaceX spedì all'USAF una richiesta per la certificazione del Falcon Heavy al lancio di satelliti per la sicurezza nazionale. Il processo di certificazione richiede tre lanci completati con successo dei quali almeno due consecutivi. SpaceX afferma che il processo di certificazione dovrebbe terminare nel 2017, senza tuttavia fornire date precise.
Nel settembre 2015, dopo il fallimento della missione CRS-7 avvenuto nel giugno 2015, SpaceX spostò il debutto del lanciatore verso aprile/maggio 2016, ma prima di febbraio 2016 la data è stata ulteriormente spostata alla fine del 2016. Nell'agosto 2016 il volo di dimostrazione è stato rimandato agli inizi del 2017 e il programma di voli è stato riorganizzato di conseguenza.

## Lancio inaugurale

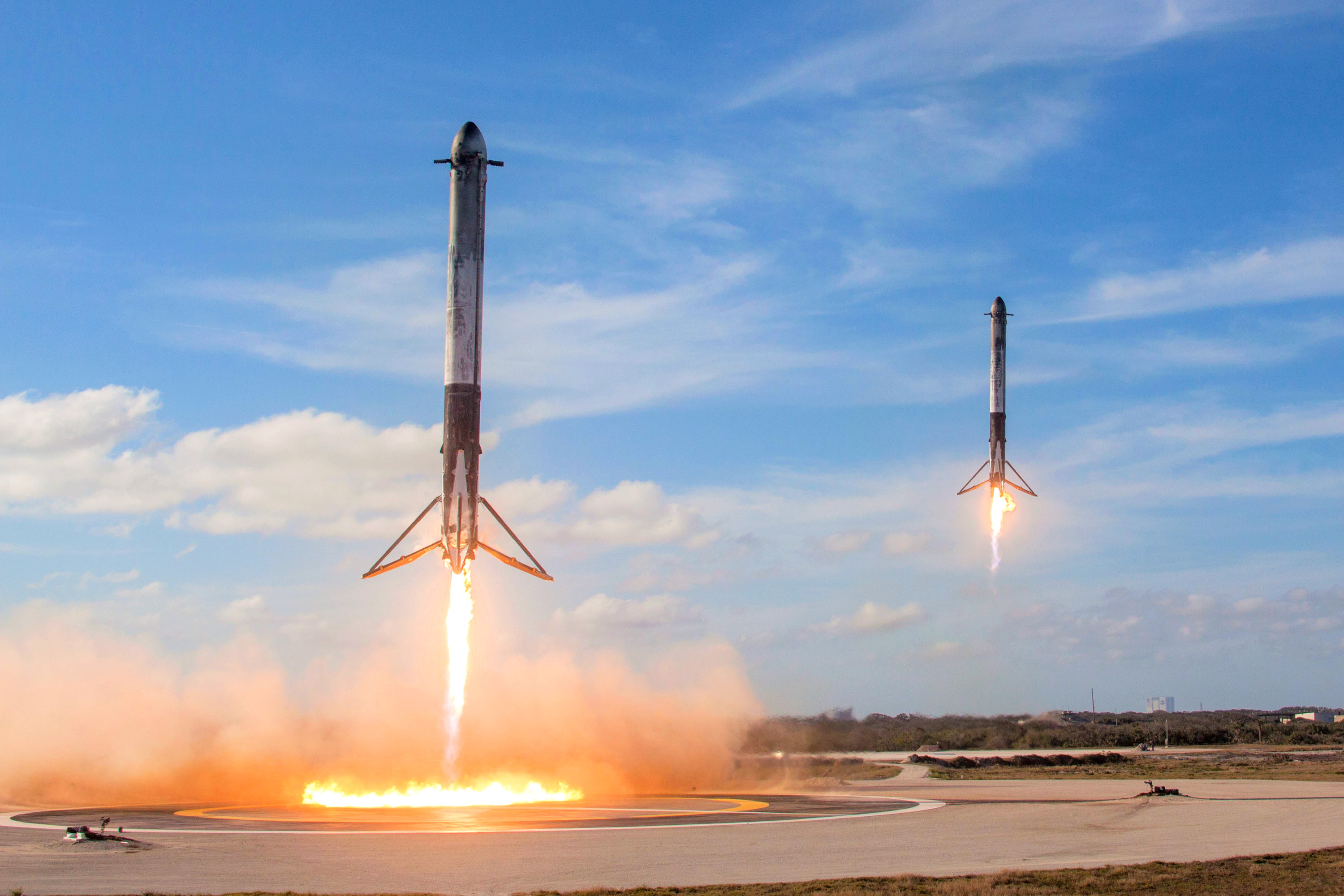
L'atterraggio dei booster.

Il lancio inaugurale è avvenuto con successo martedì 6 febbraio 2018 alle 15:45 EST (ora locale) dallo storico Pad 39A del John F. Kennedy Space Center in Florida. Il 2º stadio ha rilasciato la Tesla Roadster di Elon Musk in direzione Marte, facendola diventare così la prima automobile commerciale della storia ad andare nello spazio. I booster laterali sono atterrati come da programma nelle Landing Zone 1 e 2; il core centrale, invece, si è schiantato in acqua ad una velocità di circa 500 km/h a circa 100 metri dalla piattaforma galleggiante su cui sarebbe dovuto atterrare, in quanto non è stato in grado di accendere tutti e tre i motori necessari per controllare la discesa sulla piattaforma, ma solo uno. Tale stadio, assieme ai due laterali, non sarebbe stato riutilizzato in ogni caso, quindi il fallito atterraggio non comporta una perdita significativa per SpaceX.

## Design

Da sinistra, Falcon 1, Falcon 9 v1.0, Falcon 9 v1.1, Falcon Heavy

Il Falcon Heavy consiste in un Falcon 9 con l'aggiunta di ulteriori due primi stadi come booster, una configurazione simile all'EELV Delta IV, all'Atlas V HLV e al Russo Angara A5V. Il razzo è stato progettato per raggiungere e superare i criteri minimi per lanciare esseri umani. I margini di sicurezza sono superiori del 40% rispetto alle sollecitazioni normali che si incontrano durante il lanci, rispetto al 25% degli altri lanciatori.
Il Falcon Heavy è stato progettato per portare astronauti verso l'orbita terrestre bassa e ripristinare la possibilità di raggiungere la Luna e in futuro Marte. Il carico trasportabile dal lanciatore è più o meno lo stesso del Saturn C-3, progettato nel 1960 per lo scenario di rendezvous in orbita terrestre.

### Primo stadio
Il primo stadio è formato da tre primi stadi del Falcon 9, ognuno equipaggiato da nove Merlin 1D+, per una spinta totale al decollo di 22 819 kN, che salgono a 24 681 kN quando il razzo supera gli strati più densi dell'atmosfera e i motori diventano più efficienti.
Tutti i motori dei booster e del primo stadio sono arrangiati in una disposizione che SpaceX chiama Octaweb, con lo scopo di semplificare il progetto di costruzione, e ogni stadio è dotato di quattro zampe d'atterraggio, delle alette di controllo e dei getti di azoto per il controllo dell'assetto durante le operazioni di recupero. Dopo il distacco dal lanciatore ogni booster terrà acceso per qualche secondo il motore centrale per allontanarsi in sicurezza dal primo stadio, in seguito le alette di controllo e le zampe si apriranno per atterrare in sicurezza sulla terra ferma. Il primo stadio continuerà la sua ascesa fino alla separazione dal secondo stadio, col carburante rimasto invertirà la sua traiettoria e atterrerà, al contrario dei booster, sulla nave drone Of Course I Still Love You. Le zampe di atterraggio, costituite in fibra di carbonio e una struttura a nido d'ape in alluminio, sono riposte attorno allo stadio al momento del decollo e si estendono verso l'esterno e verso il basso per l'atterraggio. Al momento sia le alette di controllo sia le zampe di atterraggio sono in fase di test sul vettore Falcon 9, per assistere il primo stadio negli atterraggi sperimentali una volta finita la missione principale.

#### Tecnologia crossfeed cancellata
Il Falcon Heavy era stato originariamente progettato con una caratteristica unica: la possibilità di alimentare alcuni motori del primo stadio col propellente proveniente dai booster, fino a quando non fossero quasi vuoti e pronti per la separazione. Questo avrebbe permesso di poter tenere tutti e ventisette i motori alla massima potenza per tutta la durata del volo, lasciando lo stadio centrale quasi pieno al momento del distacco. Il sistema di trasferimento del combustibile, soprannominato "Asparagus staging", è derivato da un lanciatore ipotizzato in un libro di meccanica orbitale di Tom Logsdon. Secondo il libro un ingegnere di nome Ed Keit coniò il termine "Asparagus-stalk booster" (cioè "booster a stelo d'asparago") per lanciare carichi sfruttando il trasferimento del carburante. Tuttavia Elon Musk ha affermato che la tecnologia non è correntemente prevista per le prime versioni del Falcon Heavy.

### Secondo stadio
Lo stadio superiore è spinto da un singolo Merlin 1D ottimizzato per il vuoto, con una spinta di 934 kN, un rapporto di espansione di 117 a 1 e un tempo di accensione di 397 s. Per aumentare l'affidabilità al sistema di riaccensione il motore usa due meccanismi ridondanti piroforici (TEA-TEB). Questo stadio è praticamente una versione più corta dello stadio inferiore e utilizza le stesse procedure, attrezzature e materiali per ridurre i costi di produzione.

### Sviluppo delle tecnologie di riutilizzo
All'inizio SpaceX aveva sperato di rendere riutilizzabili tutti gli stadi del lanciatore. Mentre non si stanno facendo sforzi per rendere riutilizzabile il secondo stadio, SpaceX ha dimostrato la possibilità di recuperare il primo stadio del Falcon 9 sia sulla terra ferma che sul mare. Questo approccio si può adattare visto che i booster laterali si separeranno prima rispetto al primo stadio del Falcon 9, facilitando la traiettoria di recupero. Dalla fine del 2013 il primo stadio del Falcon 9 è stato equipaggiato con l'attrezzatura necessaria per il recupero.
SpaceX ha affermato che il carico verso l'orbita di trasferimento geostazionaria diminuisce se si vogliono recuperare i booster e il primo stadio, ma di conseguenza diminuisce anche il prezzo del lanciatore: con il primo stadio e i booster riutilizzabili il carico massimo sarebbe di 7 tonnellate, mentre col recupero dei soli booster salirebbe approssimativamente a 14 tonnellate.

## Prezzi del lanciatore e finanziamenti allo sviluppo
In una sua apparizione nel marzo 2004 alla commissione del Senato degli Stati Uniti d'America per il commercio, la ricerca e il trasporto, Musk affermò:
(Elon Musk)
I $500 dollari per libbra ($1.100/kg) al giorno d'oggi sono il 35% del costo più basso per libbra verso l'orbita terrestre bassa (LEO) del lanciatore più economico: lo Zenit, un lanciatore medio che può trasportare 14 t verso la LEO. Nel settembre 2016 i prezzi del Falcon Heavy si attestano intorno ai $1600 al chilogrammo ($750/libbra), verso l'orbita terrestre bassa, ammettendo che il vettore trasporti il massimo carico possibile e sia quindi completamente a perdere.
Nel 2011, la SpaceX annunciò che il costo per raggiungere l'orbita terrestre bassa sarebbe potuto scendere sotto i $450/kg se si fosse mantenuta una frequenza di lanci costante, e se si fosse riusciti a lanciare 10 Falcon 9 e dieci Falcon Heavy all'anno.
Lo sviluppo del Falcon 9 è interamente finanziato da capitale privato, non è stato fornito nessun capitale pubblico. Nel 2016 i prezzi previsti da SpaceX sono i più bassi del settore, e se la SpaceX riuscisse nel suo programma di sviluppo di un vettore riutilizzabile potrebbe nascere una nuova Era spaziale.

## Cronologia dei lanci
Tutti i lanci Falcon Heavy vengono effettuati dalla piattaforma di lancio LC-39A al Kennedy Space Center.
| N°                | Data (UTC) | Carico utile                       | Massa        | Orbita                    | Obiettivo                                                                           | Esito    | Recupero booster sinistro | Recupero booster destro | Recupero stadio centrale  |
| ----------------- | --- | ---------------------------------- | ------------ | ------------------------- | ----------------------------------------------------------------------------------- | -------- | ------------------------- | ----------------------- | ------------------------- |
| 1                 | 06-02-2018 | Tesla Roadster                     | 1305 kg      | Orbita eliocentrica       | Test di lancio e invio della Tesla in Orbita eliocentrica                           | Riuscito | Riuscito (LZ-1)           | Riuscito (LZ-2)         | Fallito (chiatta OCISLY)  |
| 1                 | Due motori del nucleo centrale non si sono riavviati e il razzo ha colpito l'oceano invece di atterrare sulla chiatta. |                                    |              |                           |                                                                                     |          |                           |                         |                           |
| 2                 | 11-04-2019 | Arabsat-6A                         | 6465 kg      | Orbita geostazionaria     | Satellite di telecomunicazioni                                                      | Riuscito | Riuscito (LZ-1)           | Riuscito (LZ-2)         | Riuscito (chiatta OCISLY) |
| 2                 | Da questo lancio i propulsori ausiliari laterali e il nucleo centrale sono realizzati in Block5. Tutti atterrano con successo, ma il nucleo centrale finisce per ribaltarsi sulla chiatta oceanica a causa dell'alto moto ondoso. |                                    |              |                           |                                                                                     |          |                           |                         |                           |
| 3                 | 25-06-2019 | STP-2                              | 3700 kg      | Orbita media ed ellittica | 6 satelliti per occulatazioni radio e altri 18 piccoli satelliti                    | Riuscito | Riuscito (LZ-1)           | Riuscito (LZ-2)         | Fallito (chiatta OCISLY)  |
| 3                 | Non è stato possibile recuperare lo stadio principale, distrutto dall'impatto nell'Oceano Atlantico. |                                    |              |                           |                                                                                     |          |                           |                         |                           |
| 4                 | 01-11-2022 | USSF-44                            | Classificata | Orbita geostazionaria     | Carico utile militare della US Space Force                                          | Riuscito | Riuscito (LZ-1)           | Riuscito (LZ-2)         | Non tentato               |
| 5                 | 15-01-2023 | USSF-67                            | Classificata | Orbita geostazionaria     | Carico utile militare classificato della US Space Force                             | Riuscito | Riuscito (LZ-1)           | Riuscito (LZ-2)         | Non tentato               |
| 6                 | 01-05-2023 | ViaSat-3                           | 6400 kg      | Orbita geosincrona        | Satellite di telecomunicazioni                                                      | Riuscito | Non tentato               | Non tentato             | Non tentato               |
| 7                 | 28-07-2023 | EchoStar 24 (Jupiter 3)            | 9200 kg      | Orbita geostazionaria     | Satellite di telecomunicazioni                                                      | Riuscito | Riuscito (LZ-1)           | Riuscito (LZ-2)         | Non tentato               |
| 8                 | 13-10-2023 | Psyche                             | 2608 kg      | Fascia degli asteroidi    | Sonda spaziale diretta a 16 Psyche                                                  | Riuscito | Riuscito (LZ-1)           | Riuscito (LZ-2)         | Non tentato               |
| 9                 | 29-12-2023 | USSF-52                            | Classificata | Orbita geostazionaria     | Carico utile militare classificato della US Space Force                             | Riuscito | Riuscito (LZ-1)           | Riuscito (LZ-2)         | Non tentato               |
| 10                | 25-04-2024 | GOES-U                             | 2925 kg      | Orbita geostazionaria     | Satellite per l'imaging della Terra e il monitoraggio della meteorologia spaziale.  | Riuscito | Riuscito (LZ-1)           | Riuscito (LZ-2)         | Non tentato               |
| 11                | 14-10-2024 | Europa Clipper                     | 6000 kg      | Orbita eliocentrica       | Lancio della sonda spaziale Europa Clipper in direzione di Europa.                  | Riuscito | Non tentato               | Non tentato             | Non tentato               |
| Lanci pianificati | |                                    |              |                           |                                                                                     |          |                           |                         |                           |
| -                 | Ottobre 2025 | Moduli PPE e HALO                  | ?            | Orbita lunare             | 2 moduli della stazione spaziale lunare Lunar Gateway, parte del programma Artemis. |          |                           |                         | Non tentato               |
| -                 | xx-xx-2026 | Peregrine di Astrobotic Technology | 1283 kg      | Orbita lunare             | Lander lunare.                                                                      |          |                           |                         |                           |
| -                 | xx-xx-2026 | GLS-1 (Dragon XL)                  | ?            | Orbita lunare             | Rifornimento della Stazione Spaziale lunare Lunar Gateway.                          |          |                           |                         | Non tentato               |
| -                 | xx-05-2027 | Telescopio Nancy-Grace-Roman       | ?            | punto lagrangiano L2      | Telescopio spaziale della NASA.                                                     |          |                           |                         | Non tentato               |